# HMS Warspite (03)
La HMS Warspite fu una nave da battaglia classe Queen Elizabeth della Royal Navy britannica. Venne varata il 26 novembre 1913 nei cantieri di Devonport. Portò uno dei nomi più famosi e fascinosi della Royal Navy. Durante la seconda guerra mondiale venne soprannominata The Old Lady ("La Vecchia Signora") in seguito ad un commento dell'ammiraglio Andrew Cunningham nel 1943.
La Warspite e le sue compagne di classe furono concepite da due uomini, l'ammiraglio Sir John "Jackie" Fisher, che era Primo Lord del Mare all'epoca dell'entrata in servizio della prima corazzata monocalibro (la HMS Dreadnought) e Winston Churchill, Primo Lord dell'Ammiragliato, che fu fondamentale nel concretizzare in una nave reale il progetto. Venne inoltre influenzata da diverse decisioni circa la classe Queen Elizabeth prese da Lord Fisher, che era stato convinto ad uscire dal ritiro da Churchill.

## Storia
Il suo primo ufficiale comandante fu il capitano Edward Montgomery Phillpotts. La Warspite si unì al 2nd Battle Squadron della Grand Fleet ed intraprese diverse prove a mare, inclusi i test di artiglieria, tra cui quello dei cannoni da 381mm a cui presenziò Churchill che rimase impressionato dalla loro precisione e potenza. Alla fine del 1915 la Warspite, mentre era condotta da suoi cacciatorpediniere di scorta lungo il fiume Firth of Forth si arenò subendo alcuni danni allo scafo. Dopo le riparazioni si riunì alla Grand Fleet, questa volta come parte del 5th Battle Squadron di nuova formazione, che era stato creato per le navi della sua classe. Il 3 dicembre rimase coinvolta in un nuovo incidente quando ebbe una collisione con la sua nave sorella Barham, subendo danni considerevoli.
In seguito alle pressioni di Beatty la 5th Battle Squadron si unì alla flotta degli incrociatori da battaglia di stanza a Rosyth.

### Jutland
Nel 1916 la Warspite, ed il resto del 5th Battle Squadron, furono temporaneamente trasferiti al gruppo di incrociatori da battaglia al comando di David Beatty. Il 31 maggio prese parte alla prima battaglia della sua carriera: la battaglia dello Jutland. La Warspite incassò quindici colpi dai cannoni delle Dreadnought tedesche sparando 219 colpi con il suo armamento principale. Il timone si bloccò dopo un tentativo di evitare una collisione con la sorella HMS Valiant e la nave fu obbligata a girare in cerchio fino a che riuscì a ripararlo. Questa manovra salvò la HMS Warrior, perché i tedeschi spostarono le loro attenzioni dall'incrociatore corazzato gravemente danneggiato al bersaglio più appetitoso di una corazzata in difficoltà. Ciò le valse l'eterna gratitudine dell'equipaggio del Warrior che credeva che le azioni della Warspite fossero state intenzionali. L'equipaggio riprese infine il controllo del Warspite dopo 1 giro ed 1/4 ma si preferì continuare a girare poiché si reputò che era più rischioso invertire il senso di marcia e, conseguentemente, aumentare il tempo di permanenza sotto il fuoco nemico. I due giri completi la portarono a circa 10.000 metri dalla Hochseeflotte. Dopo la battaglia dello Jutland fu afflitta da problemi di manovra fino alla sua parziale ricostruzione negli anni 30.
Durante la battaglia la Warspite perse quattordici membri dell'equipaggio e 32 feriti. Interruppe la sua azione a Jutland solo dietro l'ordine diretto impartito da Hugh Evan-Thomas, comandante del 5th Battle Squadron, a Philpotts. Il 1º giugno durante il viaggio di ritorno venne attaccata, senza successo da un U-Boot tedesco che le lanciò contro due siluri. Al primo attacco ne seguì un secondo ma venne mancata nuovamente dal siluro. Poco dopo la Warspite affrontò direttamente un U-Boot di fronte ad essa, tentando di speronarlo, ma fallì. Riuscì a raggiungere Rosyth illesa, dove i suoi danni vennero riparati.

### Armistizio
Una volta completate le riparazioni la Warspite si riunì al 5° Battle Squadron. La sfortuna la colpì ancora quando entrò nuovamente in collisione con una nave sorella, questa volta la Valiant, forzandola a nuove riparazioni. Nel giugno 1917 la Warspite urtò la Destroyer. Il mese seguente la Warspite venne scossa dai suoi ormeggi a Scapa Flow, quando la HMS Vanguard, appartenente alla classe St. Vincent, venne danneggiata a causa dell'esplosione di uno dei suoi depositi di munizioni.
Nel 1918 scoppiò un incendio in una delle sale caldaie, forzandola a nuove riparazioni. Il 21 novembre salpò insieme al resto della Grand Fleet per ricevere la Flotta d'Alto Mare tedesca, dal suo internamento nel Firth of Forth. La maggior parte di questa flotta sarà affondata dai Tedeschi nel 1919 mentre era ancorata a Scapa Flow.

### Periodo interguerra
Nel 1919, la Warspite si unì al 2nd Battle Squadron della Atlantic Fleet di nuova formazione. Trascorse la maggior parte di questo periodo nel mar Mediterraneo come parte di questa flotta. Nel 1924 prese parte ad una Rivista della Flotta alla presenza di re Giorgio V. Più tardi nel corso dell'anno ricevette un parziale aggiornamento, che includeva l'installazione di nuovi pezzi di piccolo calibro, così come un parziale incremento della corazzatura, l'installazione di protezioni antisiluro e la modifica di parti della sovrastruttura. I lavori furono completati nel 1926. Dal 1919 al 1924 fece parte della Atlantic Fleet. Dal 1926 entrò a far parte della Mediterranean Fleet fino al 1930. Dal 1930 al 1932 torna alla Atlantic Fleet nel 1931 è una delle navi di guardia all'ammutinamento di Invergordon. Dal 1932 al 1934 rimase assegnata alla Home Fleet. Il 21 marzo 1933, navigando in condizioni di nebbia fitta sul fiume Tago, in Portogallo, venne speronata dalla motonave rumena Peles.
Nel 1934 venne completamente rimodernata: la sua sovrastruttura venne radicalmente alterata, permettendo l'installazione di un hangar per aerei e vennero fatte modifiche al suo armamento ed all'apparato di propulsione. La modernizzazione venne completata nel 1937 e ricommissionata dal capitano Crutchley il 29 giugno 1937. Nel gennaio del 1938 arriva a Malta e prende servizio come nave ammiraglia della Mediterranean Fleet ruolo che manterrà fino al 6 novembre del 1939 quando viene distaccata presso la Channel Fleet. In questo periodo rimase coinvolta in due altri sfortunati incidenti: per poco non colpì una nave passeggeri con uno dei suoi proiettili e successivamente fece fuoco accidentalmente contro la città maltese di La Valletta con i suoi cannoni antiaerei.

### Seconda guerra mondiale

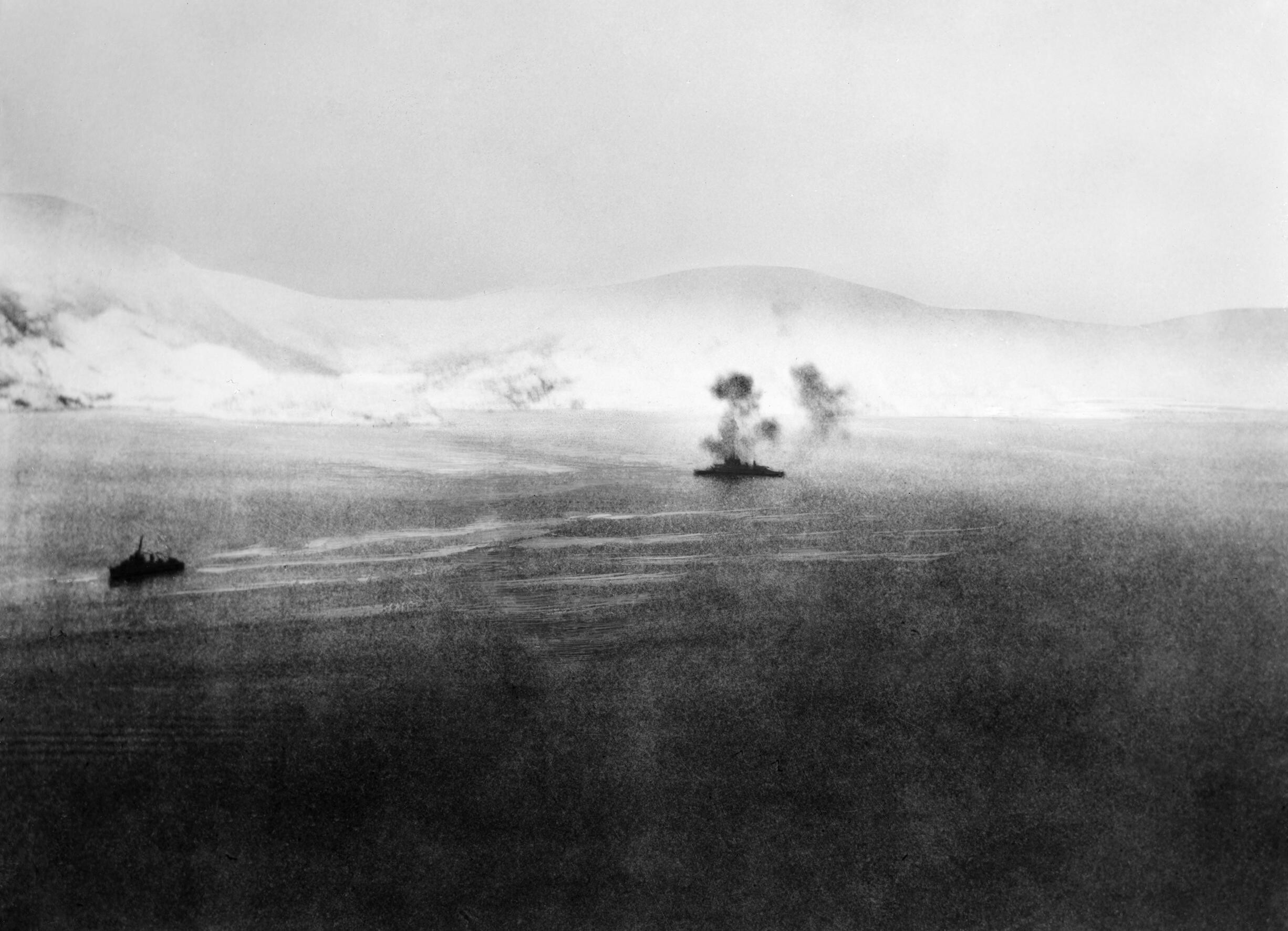
La Warspite mentre spara contro batterie costiere durante la seconda battaglia di Narvik.

Nel giugno 1939 il vice ammiraglio Sir Andrew Cunningham divenne il Comandante in Capo della Flotta Mediterranea. Il 3 settembre 1939 venne dichiarata la guerra tra Regno Unito e Germania, ma non contro l'Italia. Più tardi nel corso dell'anno la Warspite lasciò il Mediterraneo per unirsi alla Channel Fleet dove venne impegnata in missioni di caccia delle navi corsare tedesche che attaccavano i convogli mercantili. Il 23 novembre seguente, alla notizia che l'incrociatore ausiliario Rawalpindi era stato affondato dagli incrociatori da battaglia tedeschi, la Warspite ricevette l'ordine di abbandonare il convoglio da Halifax che stava scortando per dirigersi nello Stretto di Danimarca. Dopo una caccia resa difficile dal maltempo le navi tedesche riuscirono però a sfuggire. Il 4 dicembre, dopo il danneggiamento della Nelson, l'ammiraglio Charles Forbes si trasferì sulla Warspite.
Nell'aprile 1940 servì nella campagna di Norvegia fornendo un essenziale supporto durante la seconda battaglia di Narvik quando la Warspite e diversi cacciatorpediniere britannici attaccarono otto cacciatorpediniere tedeschi intrappolati in Ofotfjord, vicino al porto di Narvik. Il vice-ammiraglio William "Jock" Whitworth, leader dell'operazione trasferì la sua bandiera sulla Warspite; il giorno in cui iniziò la battaglia il biplano Fairey Swordfish imbarcato sulla Warspite affondò l'U-Boot tedesco U-64 (il primo aereo ad affondare un U-Boot nella seconda guerra mondiale). I cacciatorpediniere tedeschi vennero rapidamente ingaggiati dai cacciatorpediniere britannici. Una nave tedesca pesantemente danneggiata, la Erich Koellner, venne distrutta dalle bordate della Warspite. La Warspite fece fuoco anche contro la Diether von Roeder e la Erich Giese: la prima fu autoaffondata dal suo equipaggio, mentre la seconda fu distrutta dalla Warspite e dai suoi cacciatorpediniere. Operazione che contribuì grandemente alla fine del naviglio sottile germanico.
Nell'estate del 1940 la Warspite venne trasferita nel teatro del Mediterraneo e durante la battaglia di Punta Stilo le venne accreditato il centro di artiglieria più distante della storia da una nave in movimento ad un bersaglio in movimento. L'obbiettivo, la nave da battaglia italiana Giulio Cesare, fu colpito dalla distanza di circa 24 km con un colpo da 381 mm sul fumaiolo di poppa (Vedi anche l'incrociatore da battaglia tedesco Scharnhorst, a cui è accreditato un colpo da molto distante contro la HMS Glorious nel giugno 1940).
Il 18 agosto 1940 la Warspite partecipò al primo bombardamento di Bardia, il 18 dicembre al bombardamento di Valona e il 3 gennaio 1941 al secondo bombardamento di Bardia.
Prese parte alla battaglia notturna di Matapan (28 marzo 1941), ove vennero affondati tre incrociatori pesanti e due cacciatorpediniere italiani. La Warspite e la sorella Valiant effettuarono un bombardamento notturno di Tripoli il 21 aprile 1941 (operazione MD 3) senza essere intercettate dalle forze italiane. La Warspite prese anche parte dal mare alla battaglia di Creta. Durante le azioni su Creta incassò due bombe sganciate da alcuni Me109.
Con le sue forze riuscì a raggiungere Alessandria d'Egitto ove vennero eseguiti i lavori di riparazione più urgenti per poi essere trasferita negli USA per le riparazioni e per il suo ammodernamento.

### Oceano Indiano
Nel 1941, partì da Alessandria d'Egitto diretta verso gli USA, dove avrebbe dovuto essere riparata al Puget Sound Naval Shipyard, Bremerton. I lavori di riparazione e modifica iniziarono in agosto e terminarono in dicembre ed includettero la sostituzione dei suoi consunti cannoni da 15". Si trovava ancora in cantiere quando Pearl Harbor venne attaccata dai giapponesi. Dopo un viaggio di prova lungo la costa occidentale del nordamericana partì per unirsi alla Flotta orientale nell'Oceano Indiano.

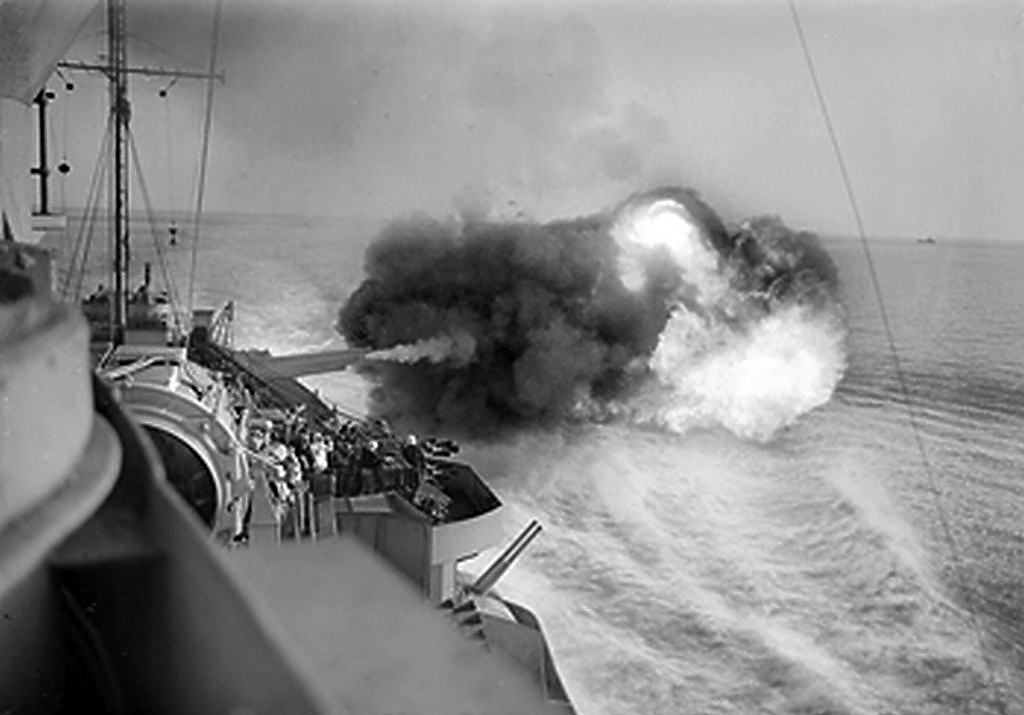
La Warspite mentre bombarda posizioni tedesche a Catania, luglio 1943.

Nel gennaio 1942 si unì alla Flotta orientale divenendo la nave ammiraglia della Eastern Fleet, agli ordini dell'ammiraglio James Somerville, che nel 1927 l'aveva comandata. Come parte della Flotta Orientale aveva base a Ceylon e fece parte del gruppo rapido della flotta, denominato Forza A, che includeva anche le due portaerei Formidable e Indomitable, mentre le quattro lente navi da battaglia classe Revenge e la vecchia portaerei Hermes formarono il gruppo lento.
Somerville decise ben presto di spostare la flotta per la sua protezione. Scelse l'atollo Addu, nelle Maldive come sua nuova base. Nonostante la minaccia di un attacco giapponese, Somerville inviò due incrociatori pesanti, il Cornwall e il Dorsetshire con la portaerei Hermes a Ceylon. All'inizio di aprile due forze navali giapponesi iniziarono una incursione nell'Oceano Indiano. Una forza era composta dalla portaerei leggera Ryujo e includeva sei incrociatori, mentre il secondo gruppo includeva cinque portaerei che avevano lanciato l'attacco di sorpresa contro Pearl Harbor e quattro navi da battaglia. Queste frugarono l'oceano Indiano alla ricerca della Eastern Fleet di Somerville, all'epoca l'unica presenza navale significativa dell'area. Dopo il primo avvistamento dei giapponesi il 4 aprile 1942 venne ordinato agli incrociatori distaccati di ritornare alla Flotta. Il gruppo veloce, che includeva la Warspite fece rotta per la loro base con l'obbiettivo di lanciare nei giorni successivi un attacco contro la forza giapponese. Tutte e tre le navi distaccate dalla flotta, la Cornwall, la Dorsetshire e la Hermes, furono affondate dalle forze giapponesi. L'attacco contro le forze giapponesi da parte della flotta di Somerville non si concretizzò e i giapponesi lasciarono poco dopo la zona, senza riuscire a trovare la Eastern Fleet. Il resto delle operazioni della Warspite in questo teatro furono largamente prive di eventi degni di nota, con solo limitate operazioni navali. La Warspite lasciò l'area nel 1943 dirigendosi ancora una volta verso il Mediterraneo. Il 17 luglio partecipa al bombardamento di Catania e l'8 settembre dello stesso anno scorta la flotta italiana a Malta.

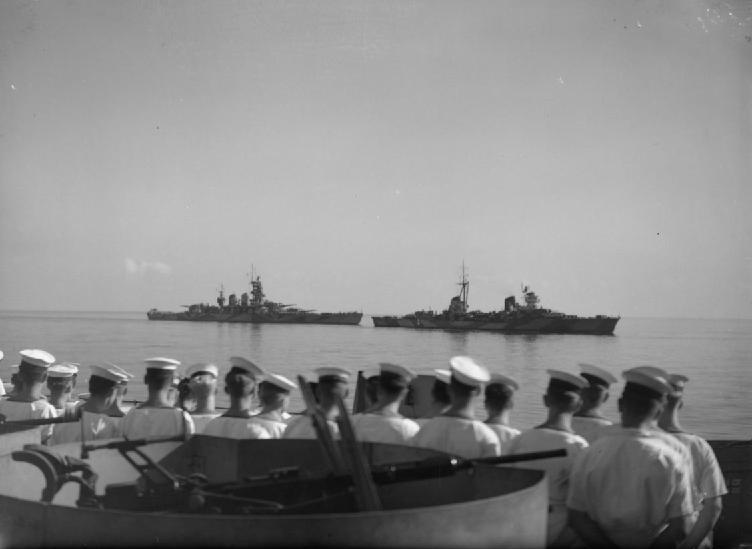
Marinai della Warspite osservano le unità della Regia Marina il giorno della resa della flotta italiana dopo l'armistizio dell'8 settembre 1943, qui ritratte al rendez-vous presso le coste nordafricane

### Ritorno al Mediterraneo
Nel giugno 1943, la Warspite si unì alla Forza H con base a Gibilterra e prese parte allo sbarco in Sicilia, l'invasione della Sicilia di luglio, insieme alle navi da battaglia Nelson, Rodney e Valiant, e alle portaerei Formidable e Illustrious. Le navi alleate iniziarono il bombardamento della Sicilia il 17 luglio attaccando posizioni tedesche a Catania.
Tra l'8 e il 9 settembre, la forza H venne impiegata nella copertura dello sbarco alleato a Salerno.
Il 10 settembre la corazzata Warspite che aveva combattuto la flotta italiana nel 1940-41, ebbe il rendez-vous con gli italiani arresisi dopo l'armistizio, e condusse le navi della Regia Marina all'internamento a Malta.
Durante lo sbarco di Salerno, fra il 11 settembre ed il 16 settembre a Salerno, le navi inglesi dettero manforte alle formazioni americane appena sbarcate. Il settore statunitense era in una situazione precaria dopo un contrattacco tedesco e la Warspite con la Valiant iniziarono un bombardamento delle posizioni tedesche a Salerno, salvando in effetti gli alleati sul campo.
Il 16 settembre le navi alleate vennero attaccate da uno squadrone di aerei tedeschi armati con uno dei primi modelli di bomba planante guidata, l'FX-1400. Uno di questi colpì la Warspite vicino al fumaiolo, perforando i ponti, causando gravi danni e aprendo un grande foro sul fondo dello scafo. Numerosi membri dell'equipaggio furono feriti e uccisi. La nave dovette essere trainata da rimorchiatori della marina statunitense a Malta, che raggiunse il 19 settembre e venne sottoposta a riparazioni di emergenza prima di essere trainata nuovamente verso Gibilterra e il Regno Unito per essere sottoposta a ulteriori riparazioni a Rosyth, nel marzo 1944.

### Ultimi incarichi
Il 6 giugno 1944 prese parte alla Sbarco in Normandia come parte della Eastern Task Force, sparando contro posizioni tedesche per coprire gli sbarchi a Sword Beach. Successivamente supportò gli sbarchi statunitensi. Pochi giorni dopo supportò anche gli sbarchi a Gold Beach. Le canne dei suoi cannoni erano ormai usurate e venne inviata prima a Portsmouth e successivamente a Rosyth per la loro sostituzione. Il 13 giugno durante il viaggio di ritorno innescò una mina magnetica subendo gravi danni, ma riuscì a raggiungere Rosyth il giorno successivo. Ricevette solo riparazioni minori, sufficienti a rimetterla in funzione per compiti di bombardamento costiero.
Dopo le riparazioni tornò in servizio il 25 agosto, bombardando Brest, Le Havre e Walcheren, l'ultima delle quali operazioni fu per fornire copertura durante gli sbarchi sull'isola del 1º novembre. Successivamente rimase in gran parte inattiva. Venne piazzata nella Category C Reserve il 1º febbraio 1945. Successivamente alla fine della guerra ci furono richieste di conservarla come nave museo, come la HMS Victory di Horatio Nelson, ma queste vennero ignorate e la nave venduta per essere demolita il 12 luglio 1946.
Il 23 aprile 1947, mentre veniva trainata verso il cantiere dove avrebbe dovuto essere smantellata, ruppe gli ancoraggi durante una tempesta arenandosi a Prussia Cove, in Cornovaglia dove dovette essere smantellata. Le operazioni si conclusero nel 1950.